# Venere a Pafos
La Venere a Pafos (Vénus à Paphos) è un dipinto dell'artista francese Jean-Auguste-Dominique Ingres, completato postumo da Alexandre Desgoffe, realizzato nel 1852 circa. L'opera è attualmente conservata al museo d'Orsay di Parigi.

## Storia

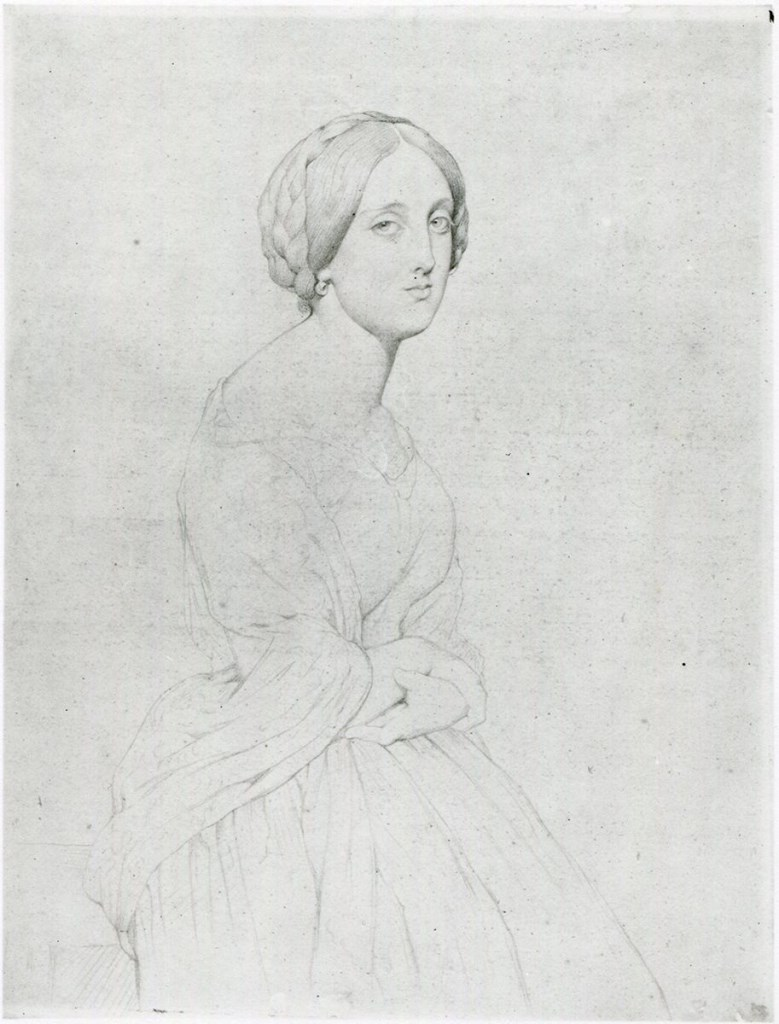
Un disegno di Paul Flandrin ritraente Madame Antonie Balaÿ.

La storia di questo dipinto parte da un'altra commissione dell'artista. Molto probabilmente, ad Ingres era stato commissionato un ritratto di Madame Antonie Balaÿ (1833-1901), la figlia di un ricco parlamentare, e dei disegni preparatori furono realizzati dai suoi allievi Paul e Hippolyte Flandrin. Alla fine il ritratto rimase incompiuto per cause ignote, ma Ingres decise di trasformare il suo quadro in una scena mitologica, come dimostra l'evoluzione degli schizzi conservati a Montauban e a Baltimora.
Nei documenti personali del pittore la tela viene definita uno "schizzo per una Venere, dipinto-ritratto", il che testimonia che l'opera non era un semplice quadro a soggetto mitologico. Infatti, la dea è molto diversa da quelle più stereotipate dipinte da Ingres in precedenza (soprattutto la Venere Anadiomene). Quest'opera è quindi una fusione dei due generi, il ritratto e la scena mitologica, composta a partire da due modelle diverse (Madame Balaÿ per il volto e una modella professionista per il corpo).
Così facendo, tuttavia, Ingres unì al corpo nudo di Venere il viso di una dama dell'alta società francese, facilmente riconoscibile. Forse anche per evitare uno scandalo, la Venere a Pafos rimase di proprietà dapprima dell'artista stesso e poi dell'allievo Paul Flandrin. Nel 1902 Edgar Degas visitò la casa di Adrien Mithouard, che aveva acquistato da poco l'opera, e una volta ammirata la tela egli disse:

## Descrizione

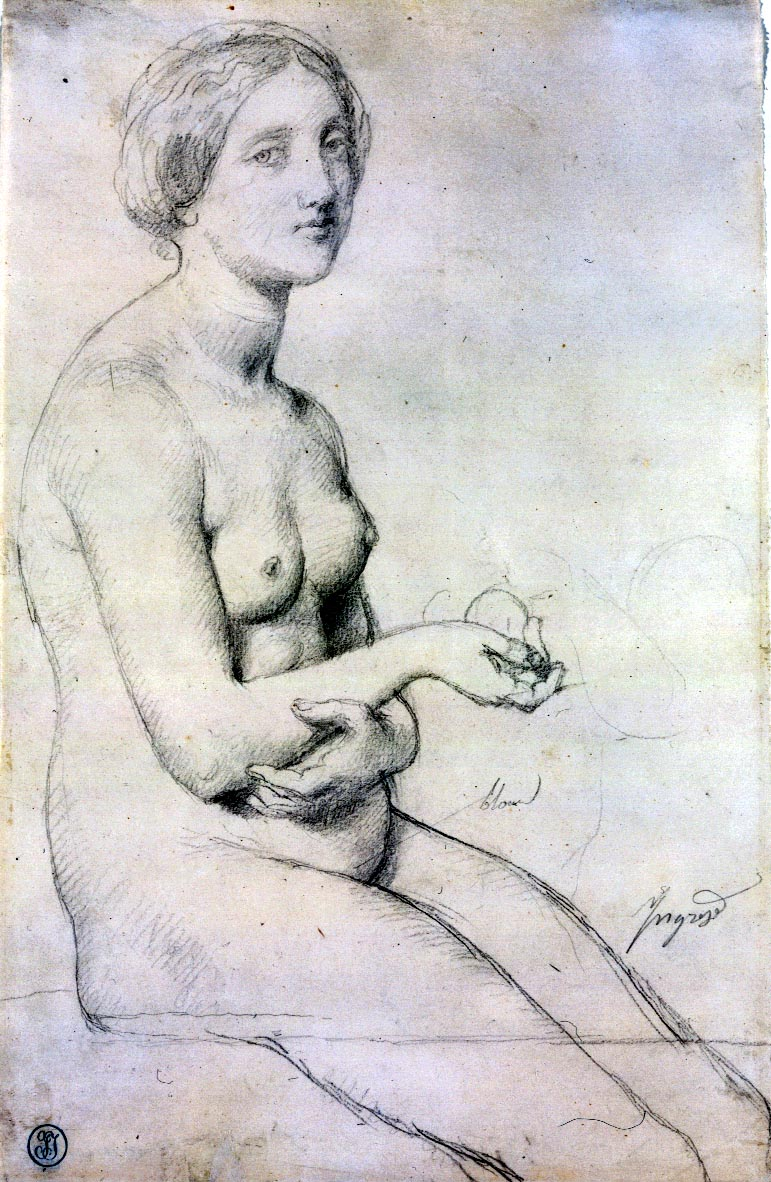
Uno studio per l'opera, oggi al museo d'arte di Baltimora.

Il quadro rappresenta Venere, la dea dell'amore e della fecondità nella mitologia romana. La donna è caratterizzata dal viso ovale e dagli occhi dal colore tra il grigio e l'azzurro. Accanto a lei si trova Cupido che le porge in mano una mela dorata, il celebre pomo della discordia. Sullo sfondo, dietro una vegetazione che venne dipinta dal collaboratore Alexandre Desgoffe dopo la morte di Jean-Auguste-Dominique, si trovano un tempio antico da un lato e un rilievo roccioso dall'altro. Dal titolo si evince che la dea si trova nella città di Pafo, situata nell'isola di Cipro, dove secondo il mito ella nacque. Come in altre opere dell'artista, Ingres dipinse il corpo di Venere senza tener conto dell'accuratezza anatomica, ma aggiungendovi delle deformazioni: la linea della schiena è troppo incurvata e il collo forma un angolo strano con la spalla sinistra. Queste deformazioni piacquero molto al pittore spagnolo Pablo Ruiz y Picasso.